# Дешпанде, Пурушоттам Лаксман
Пурушоттам Лаксман Дешпанде известный, как «Пу Ла» (маратхи पुरुषोत्तम लक्ष्मण देशपांडे, англ. Purushottam Laxman Deshpande; 8 ноября 1919, Бомбей — 12 июня 2000, Пуна) — индийский писатель

, драматург, сценарист, музыкант, композитор, актёр, режиссёр, юморист и филантроп.
Известный своим фирменным жизнерадостным юмором и острой сатирой.

## Биография
Представитель семьи брахманов. Образование получил в Бомбейском государственном юридическом колледже и университете Фергюссона в г. Пуна. Работал на телеканале Doordarshan. Прошёл стажировку на Би-би-си. Был первым тележурналистом, кто взял интервью у тогдашнего премьер-министра Джавахарлала Неру. Некоторое время жил во Франции и Западной Германии.
Автор романов, юмористическических произведений, детских пьес, рассказов о путешествиях, популярных песен на маратхи. Написал 8 сценариев кино- и телефильмов. Снялся в 3-х кинолентах. Выступил режиссёром кинофильма «Gulacha Ganapati» (1953).
Исполнитель классической индуистской музыки.

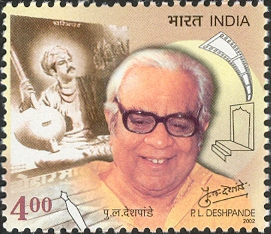
Почтовая марка Индии, посвящённая Дешпанде. 2002

За свой многогранный вклад в литературу на языке маратхи и исполнительское искусство награждён многими наградами и премиями Индии.
В конце жизни страдал от Болезни Паркинсона.
В 101 годовщину со дня рождения Дешпанде на Google ему был посвящён дудл.